# Moersdorf
Moersdorf (en luxemburguès: Méischdref; en alemany: Mörsdorf) és una vila de la comuna de Mompach al districte de Grevenmacher del cantó d'Echternach. Està a uns 30 km de distància de la ciutat de Luxemburg.